# Kompleks Historyczno-Kulturalny „Zamek Radomyśl”

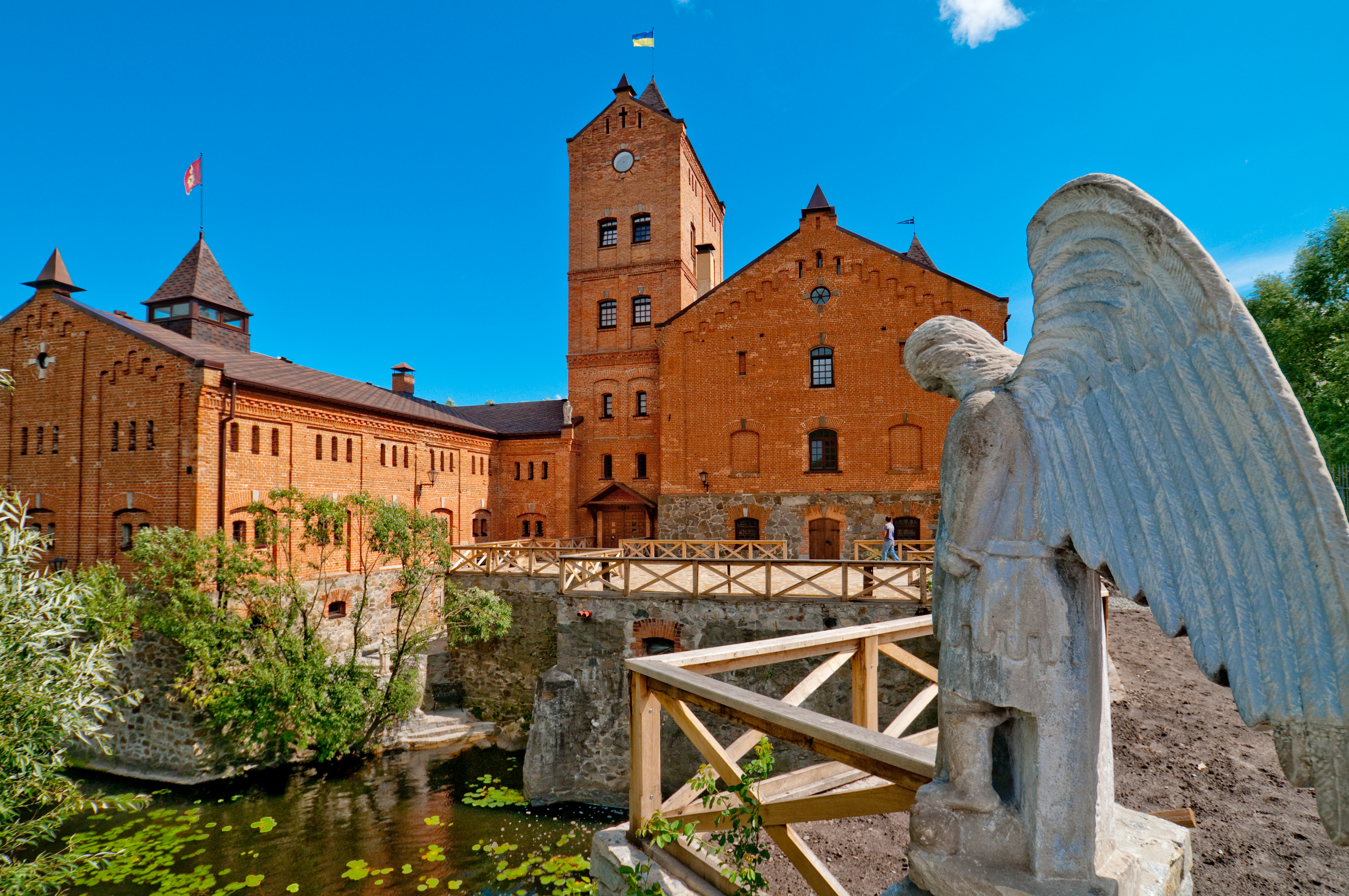
Zamek Radomyśl

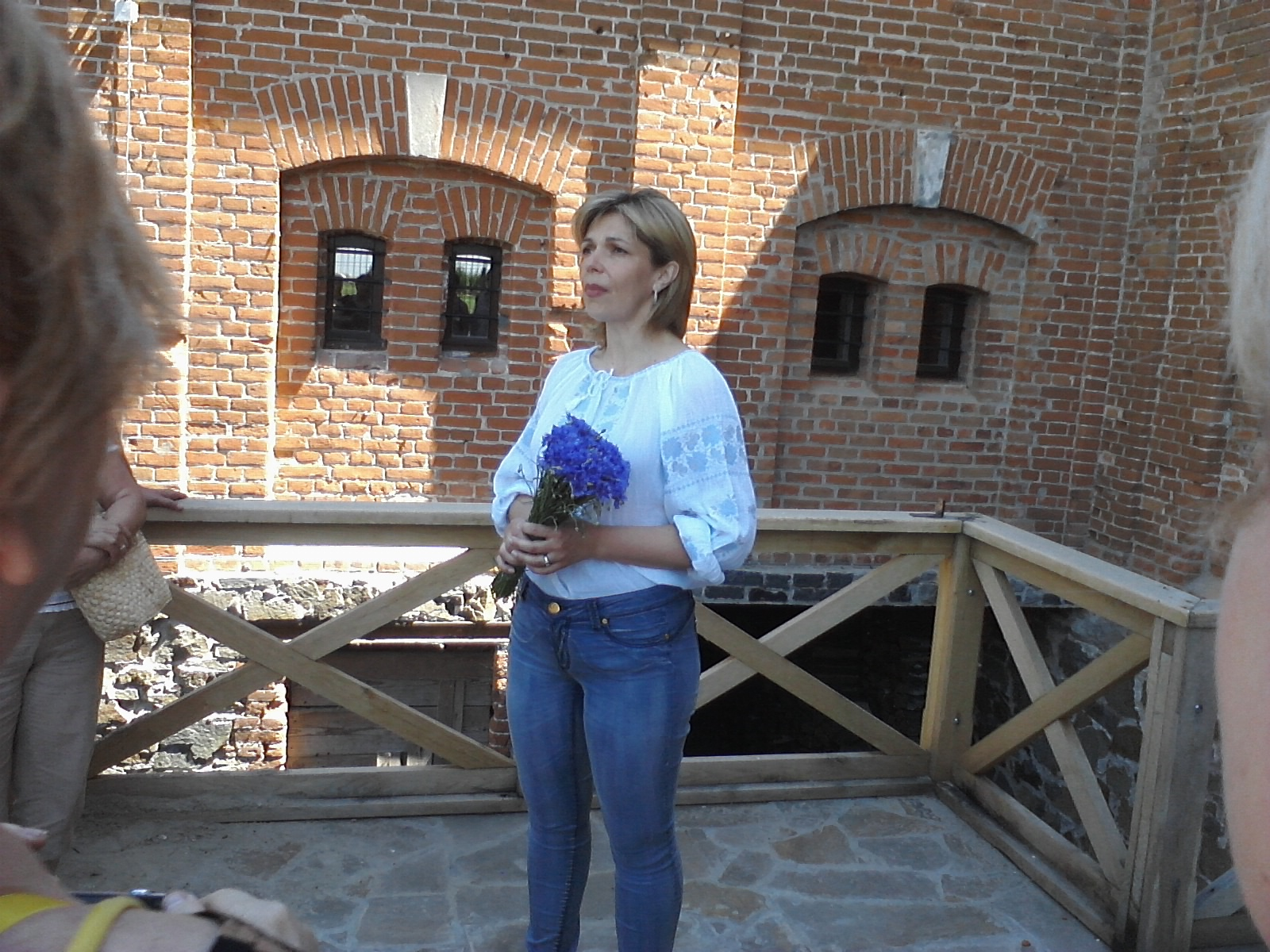
Gospodyni Zamku – Olga Bohomolec

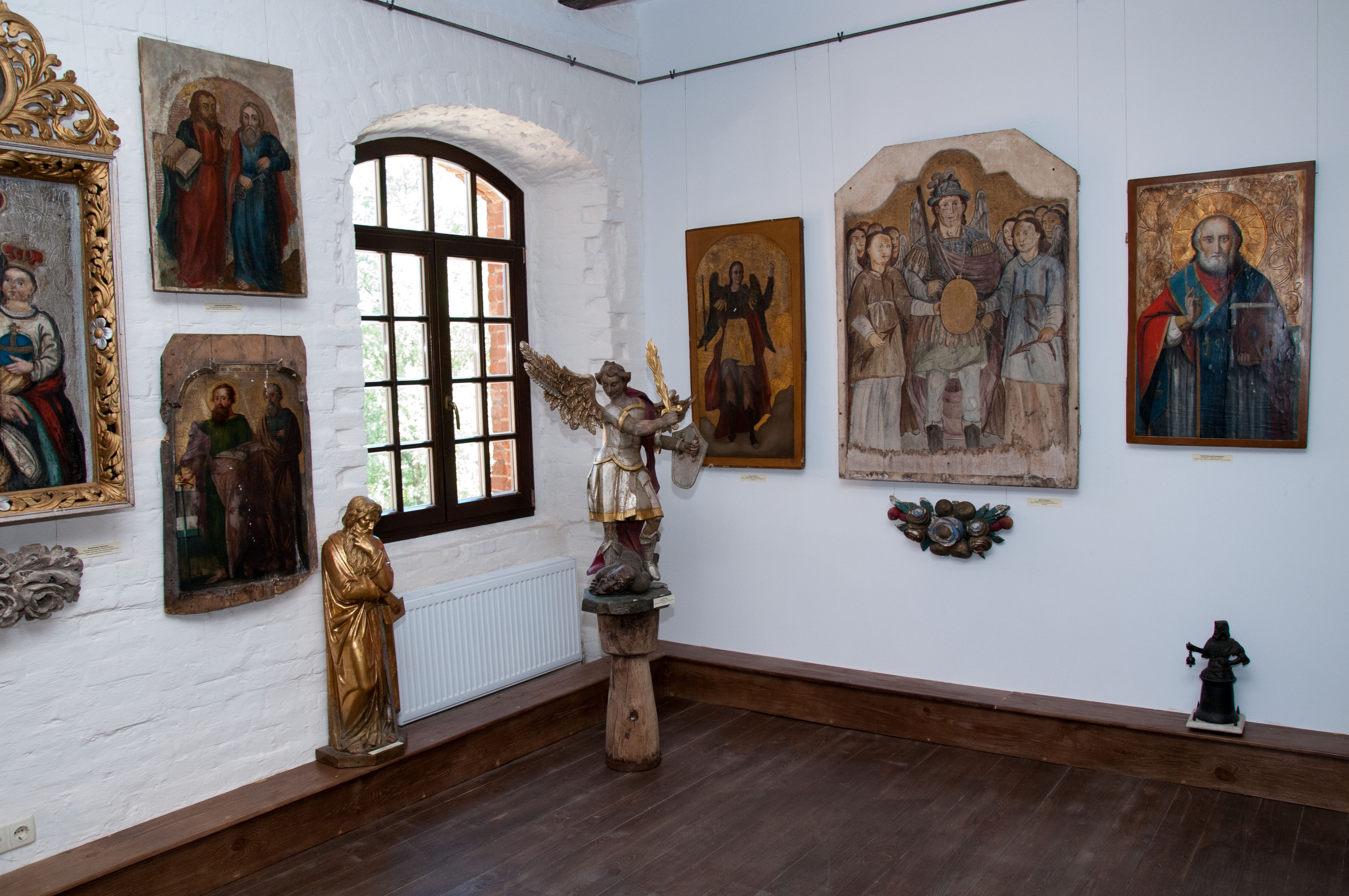
Zamek Radomyśl. Muzeum Ukraińskich Ikon Domowych. Sala Obrzędowa. Fragment ekspozycji

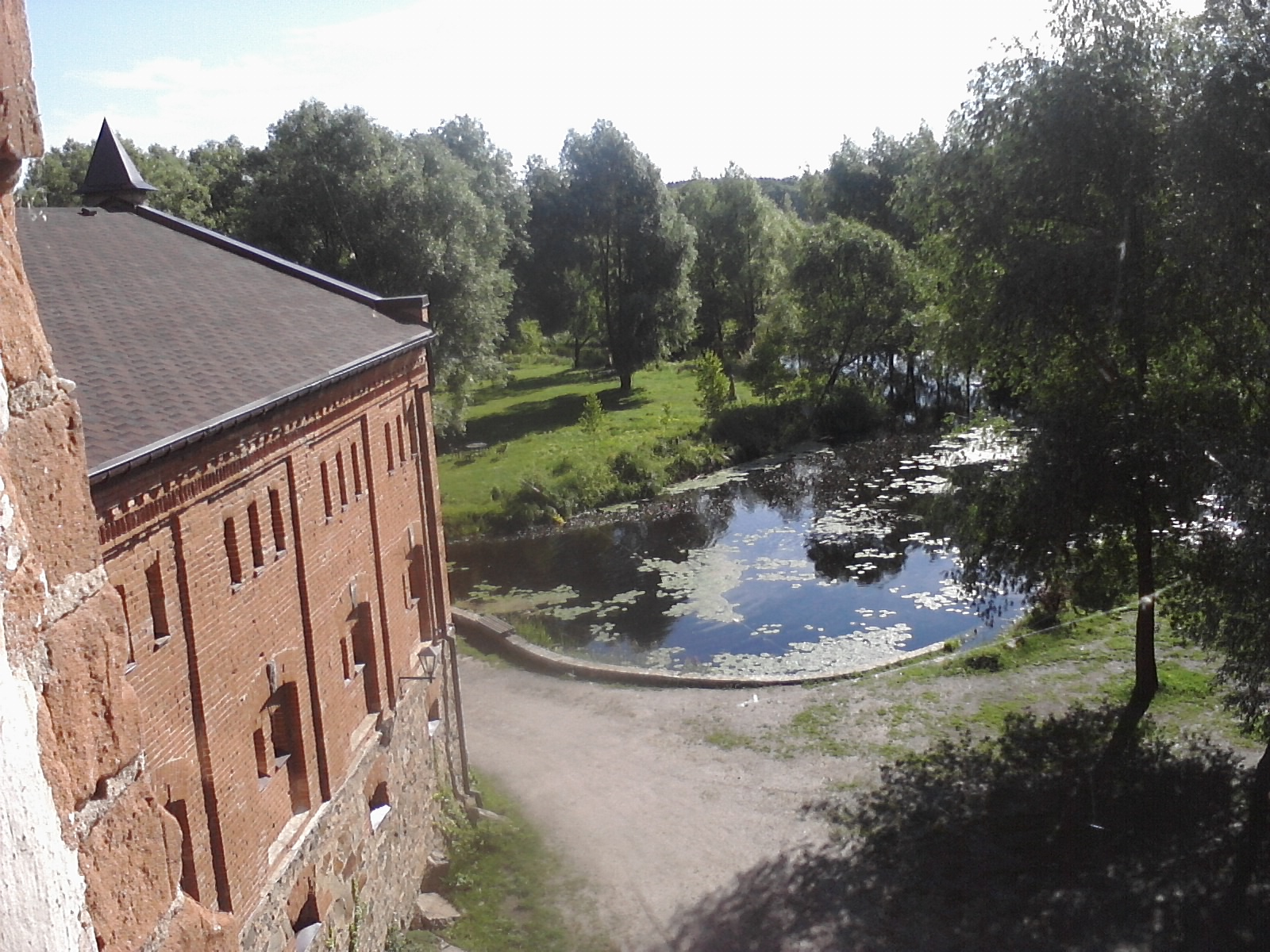
Zamek Radomyśl. Widok z okna na park krajobrazowy

Kompleks Historyczno-Kulturalny „Zamek Radomyśl” – prywatny zabytkowy kompleks, łączący kilku atrakcji, m.in. park krajobrazowy, Muzeum Ukraińskich Ikon Domowych, rzeźby XVII-XIX w., pomnik archimandryty Ławry Kijowsko-Pieczerskiej Elizeusza Pletenieckiego etc.
Powstał w latach 2007-2011 z inicjatywy znanej ukraińskiej lekarki i działaczki społecznej, dr med. O. Bohomołeć. Jego centrum stanowi stary gmach młyna, zbudowanego w Radomyślu na przełomie wieków XIX i XX przez polskiego inżyniera Piekarskiego. Młyn z kolei powstał na ruinach starej papierni, wybudowanej prawdopodobnie 1612 roku na zlecenie archimandryty Ławry Kijowsko-Pieczerskiej Elizeusza Pletenieckiego (1550-1624).
W wyniku badań przeprowadzonych podczas odbudowy i renowacji obiektu, ustalono, iż gmach pełnił również funkcje obronne.
Od roku 2011 „Zamek Radomyśl” jest częścią programu kulturalnego Rady Europy Via Regia, którego celem jest wspieranie wymiany kulturalnej i rozwoju turystyki między państwami europejskimi.
Główną atrakcją „Zamku Radomyśl” jest Muzeum Ukraińskich Ikon Domowych. Zbiór Muzeum stanowi prywatna kolekcja ikon, zebranych przez Olhę Bohomołeć na przestrzeni blisko 16 lat. Jest to prawdopodobnie pierwsze i jedyne na Ukrainie, a być może na całym świecie (oprócz muzeów w Sanoku i Supraślu) tego rodzaju muzeum. Zbiory obejmują ponad 5000 obrazów i rzeźb (prawosławne, katolickie i unickie), powstałych w XVI-XX w. w różnych częściach Ukrainy – od Zakarpacia do Słobożańszczyzny. Szczególne miejsce w zbiorach muzeum zajmuje wyrzeźbiona z kamienia ikona św. Mikołaja, pochodząca z XII w.

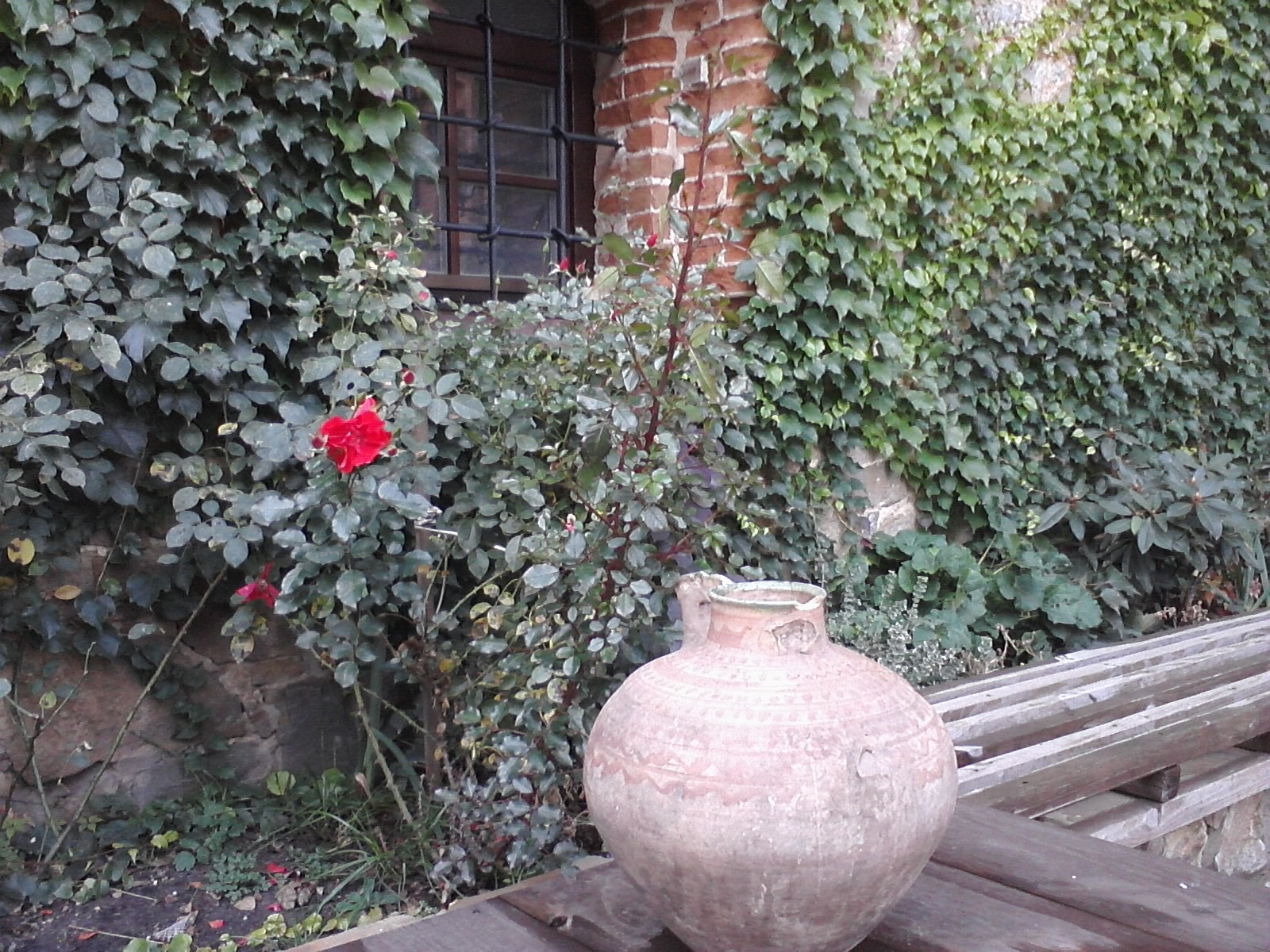
Przy wejściu do Zamku

Niektóre ikony zachowały ślady sowieckiego tzw. ateizmu wojującego: wśród eksponatów muzeum znajduje się m.in. skrzynia wykonana z ikon czy też okiennica z przeciętego na połowy obrazu św. Mikołaja.

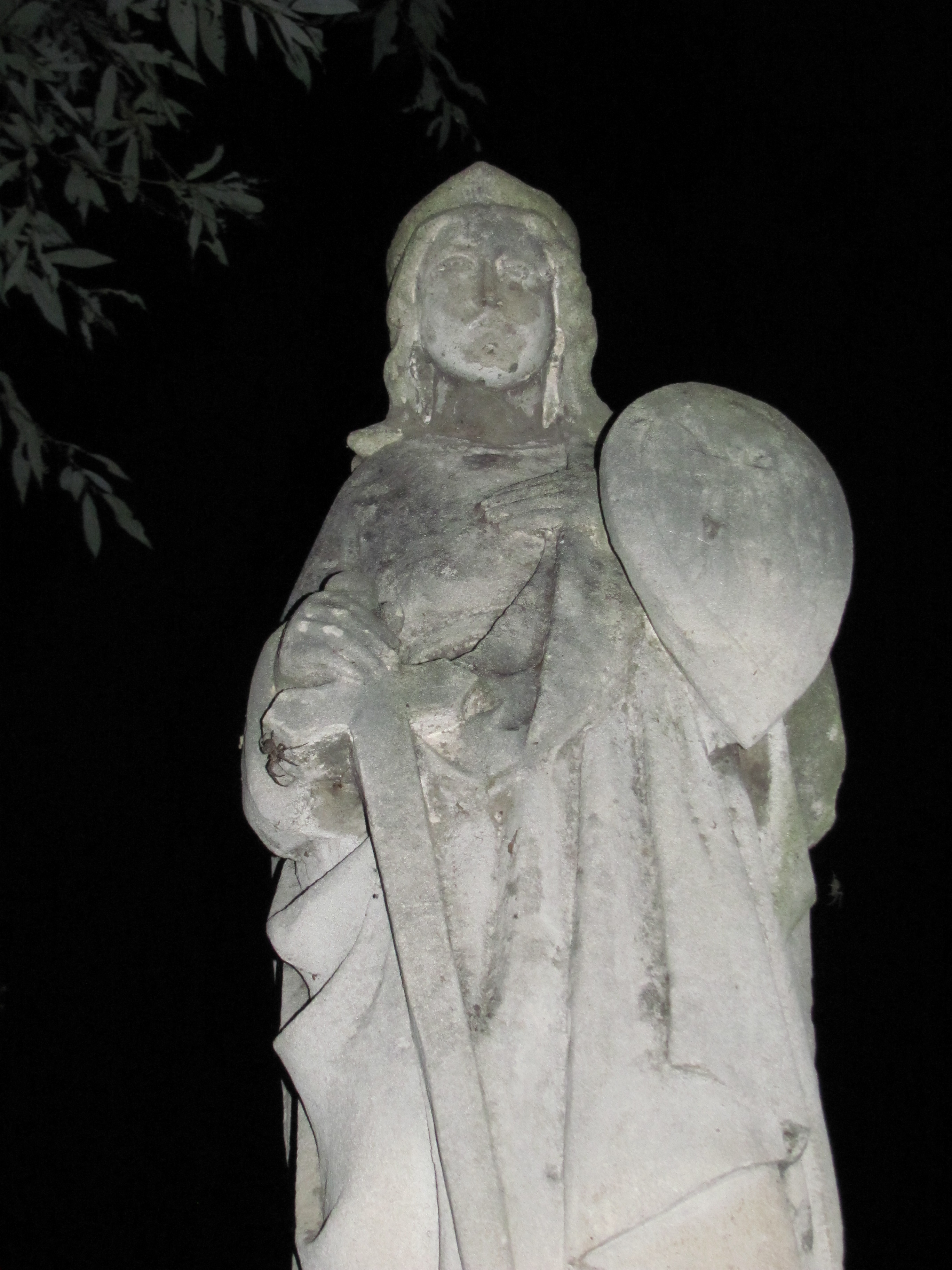
Zamek Radomyśl. Rzeźba św. Michała (XVII w.)

Wnętrze Zamku łączy w sobie cechy późnego średniowiecza i wczesnej secesji. Jedna z sal wystawowych – Sala Obrzędowa – jest również miejscem okolicznościowych „wydarzeń specjalnych”, np. zawierania małżeństw.
Funkcjonuje również sala koncertowa na 150 słuchaczy (w Zamku odbywają się koncerty muzyki klasycznej, kameralnej, ludowej i jazzowej). Wśród artystów, którzy występowali w tej sali znajduje się m.in. popularna na Ukrainie śpiewaczka Nina Matwijenko. Sala Koncertowa Zamku Radomyśl jest również prawdopodobnie jedyną tego rodzaju salą w Europie posiadającą podziemne źródło wody.
Refektarz Zamku Radomyśl stanowi również niewielkie muzeum. Na jej ścianach znajdują się precyzyjnie wykonane kopie starych map XV-XIX w. Wielki piec zamkowy może służyć zarówno jako kominek, jak i do przygotowywania posiłków.
Park krajobrazowy Zamku Radomyśl powstał z uwzględnieniem współczesnych wymogów ochrony środowiska. Ingerencja człowieka w środowisko naturalne została ograniczona do minimum. W parku zostało uruchomionych kilka podziemnych ujęć wody zdatnej do picia.
Zdecydowana większość drzewostanu i kwiatostanu parku należy do rzadkich gatunków. Wśród nich znajdują się m.in. irysy, różowe i białe lilie wodne, angielskie róże ogrodowe, magnolie oraz wymieniony w tzw. Czerwonej Księdze Ukrainy orzech wodny – Trapa rossica.
W parku swe miejsce znalazły również zwierzęta, m.in. bobry, wydry, norki, szczury wodne itp.
Gmach Zamku Radomyśla i jego park zdobią kamienne rzeźby Michała Archanioła, pochodzące z XVII-XIX w.
29 października 2009 r. w Radomyślu w pobliżu miejsca, gdzie znajdowała się papiernia, został postawiony pomnik Elizeusza Pletenieckiego (będący prawdopodobnie obecnie jedynym pomnikiem na Ukrainie stojącym na ruchomej powierzchni wody).